# Divisione No. 8 (Saskatchewan)
La Divisione No. 8 è una divisione censuaria del Saskatchewan, Canada di 29.199 abitanti.

## Comunità
- City
  - Swift Current
- Town
  - Burstall
  - Cabri
  - Leader
  - Eatonia
  - Elrose
  - Eston
  - Gull Lake
  - Kyle
- Villaggi
  - Abbey
  - Fox Valley
  - Golden Prairie
  - Hazlet
  - Lancer
  - Mendham
  - Prelate
  - Richmound
  - Stewart Valley
  - Success
  - Tompkins
  - Webb
  - Wymark
- Frazioni
  - Forgan
  - Glidden
  - Greenan
  - Isham
  - Lacadena
  - Madison
  - Mantario
  - Plato
  - Richlea
  - Sceptre
  - Tyner
  - White Bear
- Municipalità rurali
  - RM No. 137 Swift Current
  - RM No. 138 Webb
  - RM No. 139 Gull Lake
  - RM No. 141 Big Stick
  - RM No. 142 Enterprise
  - RM No. 167 Saskatchewan Landing
  - RM No. 168 Riverside
  - RM No. 169 Pittville
  - RM No. 171 Fox Valley
  - RM No. 228 Lacadena
  - RM No. 229 Miry Creek
  - RM No. 230 Clinworth
  - RM No. 231 Happyland
  - RM No. 232 Deer Forks
  - RM No. 257 Monet
  - RM No. 259 Snipe Lake
  - RM No. 260 Newcombe
  - RM No. 261 Chesterfield